# Ідрісиди
Ідрісиди (араб. الأدارسة al-Adārisah, Berber: Idrisiyen) —арабська мусульманська династія з 788 по 974 роки, яка правила більшою частиною сучасного Марокко та частиною сучасного західного Алжиру. Названі на честь засновника Ідріса I, Ідрісиди були династією Алідів і Хасанідів, що походять від Мухаммеда. Ідрісиди традиційно вважаються засновниками першої марокканської мусульманської держави, заклавши основу для наступних династій і держав з центром у цьому регіоні. Їхнє правління відіграло важливу роль у ранній ісламізації Марокко, а також сприяло збільшенню арабської імміграції та арабізації у великих містах. 
Втікаючи з Аббасидського халіфату на схід після битви при Фахху, Ідріс I вперше влаштувався в 788 році у Волубілісі в сучасному Марокко за допомогою місцевих берберських союзників. Згодом він і його син Ідріс II заснували місто Фес на сході. Фес став столицею держави Ідрісидів, яка правила більшою частиною сучасного Марокко та частиною західного Алжиру. Після смерті Ідріса II королівство було поділене між його синами-суперниками. Після періоду конфлікту влада династії відновилася і залишалася відносно стабільною між 836 і 863 роками. Однак наприкінці IX століття вони зіткнулися з неодноразовими викликами та місцевою опозицією. У X столітті регіон потрапив під політичне панування племен Зенати, які воювали через посередників від імені двох ворогуючих держав у регіоні, Халіфату Фатімідів і Халіфату Омеядів у Кордові. Ідрісиди були остаточно вигнані з Феса в 927 році, але утримували зменшену територію на півночі Марокко зі своєї бази в Хаджар ан-Наср. Вони були остаточно розгромлені та усунені від влади в 974 році, і коротка спроба відновити владу в 985 році також була невдалою.

## Засновники держави Ідрісидів: Ідріс I та Ідріс II
До другої половини VIII століття найзахідніші регіони Магрибу, охоплюючи сучасне Марокко, були фактично незалежними від халіфату Омеядів після берберських повстань під проводом Харіджі, які почалися в 739-40 роках. Аббасидський халіфат після 750 року не мав успіху у відновленні контролю над Марокко. Повалення східної влади означало, що Марокко контролювали різні місцеві берберські племена та князівства, які виникли приблизно в цей час, такі як Конфедерація Баргвата на узбережжі Атлантичного океану та емірат Мідрарід у Сіджілмасі.
Засновником династії Ідрісидів був Ідріс ібн Абдаллах (788-791), який вів своє походження від Алі ібн Абі Таліба (помер у 661 р.) та його дружини Фатіми, дочки ісламського пророка Мухаммеда. Він був правнуком Хасана ібн Алі. Після битви при Фахх, поблизу Мекки, між Аббасидами і прихильниками нащадків пророка Мухаммеда, Ідріс ібн Абдалла втік до Магрибу. Спочатку він прибув до Танжера, найважливішого міста Марокко на той час, а до 788 року оселився у Волюбілісі (відомому арабською як Валілі).
Могутні бербери Авраба з Волубіліса прийняли Ідріса і зробили його своїм «імамом» (релігійним лідером). Плем'я Авраба підтримувало Кусайлу в його боротьбі проти армії Оммеядів у 670-х і 680-х роках. До другої половини VIII століття вони оселилися в північному Марокко, де їхній лідер Ішак мав свою базу в римському місті Волубіліс. На той час Авраба вже були мусульманами, але жили в регіоні, де більшість племен були або християнськими, юдейськими, хариджі або язичницькими. Авраба, здається, вітали шаріфітського імама як спосіб зміцнити свою політичну позицію. Ідріс I, який був дуже активним у політичній організації Авраби, почав із утвердження своєї влади та роботи над підкоренням християнських та єврейських племен. У 789 році він заснував поселення на південний схід від Волубіліса під назвою Медінат Фас. У 791 році Ідріс I був отруєний і вбитий агентом Аббасидів. Незважаючи на те, що він не залишив спадкоємця чоловічої статі, невдовзі після його смерті його дружина Лалла Канза бінт Укба аль-Аврабі народила єдиного сина і наступника Ідриса II. Вірний араб, колишній раб і супутник Ідріса Рашид виховав хлопчика і взяв на себе регентство держави від імені Авраба. У 801 році Рашид був убитий Аббасидами. У наступному році, у віці 11 років, Ідріс II був проголошений імамом Авраба.
Незважаючи на те, що він поширив свою владу на більшу частину північного Марокко, аж до Тлемсена, Ідріс I повністю залежав від керівництва Авраби. Ідріс II розпочав своє правління з послаблення влади Авраби, привітавши арабських поселенців у Валілі та призначивши двох арабів своїм візиром і кадієм. Таким чином він перетворився з протеже Авраби на їхнього суверена. Лідер Авраба Ішак відповів змовою проти його життя з Аглабідами Тунісу. Ідріс відреагував на це тим, що вбив свого колишнього захисника Ішака, і в 809 році переніс свою резиденцію уряду з домінованого Авраба Валілі до Феса, де він заснував нове поселення під назвою Аль-Алія. Ідріс II (791-828) заснував місто Фес, засноване раніше його батьком як берберське ринкове місто. Тут він зустрів дві хвилі арабської імміграції: одну в 818 році з Кордови та іншу в 824 році з Аглабідського Тунісу, що додало Фесу більш арабського характеру, ніж іншим містам Магрибу. Коли Ідріс II помер у 828 році, держава Ідрісидів охоплювала західний Алжир до Су на півдні Марокко і стала провідною державою Марокко, попереду князівств Сіджілмаса, Баргавата та Некор, які залишалися поза їх контролем.

## Наступники Ідріса II
Влада династії повільно впала після смерті Ідріса II. За його сина і наступника Мухаммада (828–836) королівство було розділене між сімома його братами, у результаті чого в Марокко та західному Алжирі утворилося вісім держав Ідрісідів. Сам Мухаммад став правити Фесом, маючи лише номінальну владу над своїми братами. Його брат Аль-Касім правив Танжером і його околицями. 'Умар правив Санхаджа і Гумара в регіоні Ріф. Іса отримав контроль над прибережними регіонами Тамесни поблизу Бу Регрега, включаючи Шаллах (Челла), і базувався у Вазекурі (місто поблизу сучасної Хеніфри). Ях'я отримав Hiṣn Daī (місце, ймовірно, поблизу сучасного Бені Меллала). Хамза отримав Валілі. 'Убайд Аллах (або 'Абд Аллах) отримав південь, включаючи територію племен Ламта і місто під назвою Тамдулт. Агадір (пізніше Тлемсен) був залишений під контролем Мухаммада ібн Сулеймана, двоюрідного брата Ідріса II і сина Сулеймана, брата Ідріса I, якого останній залишив керувати містом, утворивши династію Сулейманідів.
Незабаром після цього територіального поділу Іса повстав проти свого брата Мухаммеда. Мухаммад довірив своєму іншому братові Умару покарати його. Умар успішно усунув Ісу від влади, який був змушений сховатися в Челлах. Потім Умар повернув на північ, щоб покарати свого іншого брата, аль-Касіма, тому що останній відмовився приєднатися до нього та Мухаммада проти Іси. Аль-Касім втік до Асіли й оселився неподалік, а Мухаммад дав Умарові посаду губернатора Танжера як нагороду. Після смерті Умара у вересні або жовтні 835 року його син Алі ібн Умар отримав по черзі всі володіння свого батька. Сам Мухаммед помер через сім місяців у березні або квітні 836 р. Його син Алі ібн Мухаммед успадкував його посаду та правив протягом 13 років (836-849) компетентним чином, забезпечуючи стабільність держави. Після його смерті в 849 році його наступником став його брат Ях'я ібн Мухаммед (або Ях'я I), який також насолоджувався мирним правлінням.
У цей час ісламська та арабська культури здобули опору в містах, і Марокко отримувало прибуток від транссахарської торгівлі, в якій домінували мусульманські (переважно берберські) торговці. Місто Фес також процвітало і стало важливим релігійним центром. Під час правління Ях'ї прибуло більше арабських іммігрантів і були засновані знамениті мечеті аль-Каравіїн і аль-Андалусійїн. Незважаючи на це, ісламська та арабська культури відчули свій вплив лише в містах, причому переважна більшість населення Марокко все ще використовує берберські мови та часто дотримується ісламських неортодоксальних та єретичних доктрин. Ідрісиди були переважно правителями міст і мали невелику владу над більшістю населення країни.

## Занепад і падіння
Після смерті Ях'ї I у 863 році його наступником став його менш компетентний син Ях'я II, який знову розділив царство Ідрісідів між розширеними родинами. Ях'я II помер за нез'ясованих обставин у 866 році після втечі зі свого палацу. Після епізоду заворушень у Фесі його двоюрідний брат Алі ібн Умар перебрав владу. У 868 році під проводом Абд аль-Раззака берберські племена Харіджі Суфрі Мадюна, Гаята і Мікнаса з регіону Фес сформували спільний фронт проти Ідрісидів. Зі своєї бази в Сефру вони змогли перемогти Алі ібн Умара і зайняти Фес. Проте Фес відмовився підкоритися, і інший Ях'я, син аль-Касіма, зміг відвоювати місто та встановити себе як новий правитель, Ях'я III. Таким чином правляча лінія перейшла від синів Мухаммеда до сина Умара, а тепер до синів аль-Касіма.
Ях'я III правив усім царством Ідрісидів і продовжував нападати на суфрітів. Однак у 905 році він загинув у битві проти іншого члена родини, Ях'ї ібн Ідріса ібн Умара (онука Умара), який потім прийняв владу як Ях'я IV. Однак у цей момент Фатіміди на сході почали втручатися в Марокко, сподіваючись розширити свій вплив. У 917 році Мікнаса та його лідер Масала ібн Хабус, діючи від імені своїх союзників-Фатімідів, напали на Фес і змусили Ях'ю IV визнати сюзеренітет Фатімідів, перш ніж скинути його з престолу в 919 або 921 роках  Його наступником став його двоюрідний брат Муса ібн Абул 'Афія, який вже було надано контроль над рештою країни. Ідрісид Хасан I аль-Хаджам, онук аль-Касіма, зумів перехопити контроль над Фесом у 925 році, але в 927 році Муса повернувся, схопив Гасана та вбив його, відзначивши останній раз, коли Ідрісиди утримували владу у Фесі.
З Феса Мікнаса почали переслідувати родину Ідрісідів через Марокко. Сім'я знайшла притулок у фортеці Хаджар ан-Наср на півночі Марокко, де Мікнаса взяла їх в облогу. Однак незабаром після цього спалахнула громадянська війна між Мікнаса, коли Муса перейшов на вірність Омеядам Кордови в 931 році, намагаючись отримати більше незалежності. Фатіміди послали Хумайда ібн Ясала (або Хамі), племінника Масали ібн Хабуса, щоб протистояти Мусі, завдавши йому поразки в 933 році та змусивши його повернутися в ряд.3  Ідрісиди скористалися ситуацією, щоб прорвати облогу свого фортецю та розгромити війська Міканаса Зенати. Однак після того, як Фатіміди пішли, Муса знову відмовився від їхньої влади та визнав халіфа Омеядів. Фатіміди послали свого полководця Майсура знову протистояти йому, і цього разу він утік. Його переслідували і вбили Ідрісиди.
Після цього Ідрісиди оселилися серед племен Джбала в регіоні Ріф на північному заході Марокко, де вони частково відновили свою владу з Хаджар ан-Наср, по черзі визнаючи або Омеядів Кордови (при Абд ар-Рахман III), або Фатімідів як сюзеренів. . Аль-Касім аль-Ганнун ібн Мухаммад правив тут з 938 по 948 рік від імені Фатімідів. Його син і наступник, Ахмад, відомий як Абул-'Айш, натомість визнав Омеядів, але наразився на них, коли відмовився дозволити їм зайняти Танжер. Там він був обложений і був змушений відступити, зберігши лише території навколо Аль-Басри та Асіла, тоді як Омеяди зайняли решту північного Марокко. Зрештою він вирушив до Аль-Андалуса, залишивши свого брата Хасана ібн аль-Касіма аль-Ганнуна новим лідером у 954 році. У 958 році Фатиміди послали нового генерала Джавхара для вторгнення в Марокко. Його успіх змусив Ідрісидів знову прийняти Фатимідське панування. Однак незабаром після цього, коли Джавхар і Фатіміди були зайняті взяттям під контроль Єгипту, Омеяди повернулися. У 973 році їхній полководець Галіб вторгся в Марокко. Ідрісиди були вигнані зі своїх територій, а аль-Хасан разом з багатьма іншими Ідрісидами або їхніми синами були взяті в заручники до Кордови в 974 році. Ідрісиди, що залишилися в Марокко, визнали правління Омеядів. Пізніше Аль-Хасан був вигнаний з Кордови і втік до Єгипту, який тепер перебував під владою Фатимідів. У 979 році Булуггін ібн Зірі, фатимідський намісник Іфрікії (після того, як фатимідські халіфи мали столицю в Каїрі), повернувся, щоб перемогти Омеядів і знову встановити панування Фатимідів у західному Магрибі. У 985 році він повернувся до Марокко за підтримки Фатімідів, але того ж року зазнав поразки від іншого генерала Омеядів, посланого аль-Мансуром, а потім був убитий по дорозі до Кордови. Це привело до остаточного кінця династії Ідрісідів. Омеяди зберігали контроль над північним Марокко до розпаду свого халіфату на початку 11 століття. Після цього в Марокко домінували різні берберські племена зенати. До появи Санхаджа Альморавідів наприкінці століття маграва контролювали Фес, Сіджілмасу та Агмат, тоді як Бану Іфран панував у Тлемсені, Сале (Челла) і регіоні Тадла.

## Спадщина
Незважаючи на те, що Ідрісиди втратили владу, Ідрісиди, тим не менш, породили багато сімей шаріфіатів, які продовжували існувати протягом наступних століть. Деякі марокканці сьогодні все ще стверджують, що походять від них. В 11 столітті родина Ідрісидів походить від Умара (сина Ідріса II), Хаммудіди змогли отримати владу в кількох містах північного Марокко та південної Іспанії. У Фесі та в місті Мулай-Ідрісс (поблизу Волюбіліса) гробниці Ідріса II та Ідріса I, відповідно, з часом перетворилися на важливі релігійні комплекси та місця паломництва (наприклад, Завія Мулай Ідріса II). Кілька відомих шаріфійських сімей у Фесі вели свій родовід від Ідріса I  і деякі з них зіграли певну роль у збереженні або відбудові Завії Ідріса II у місті.

## Релігія
Згідно з Британською енциклопедією, «хоча Ідріс I мав шиїтські симпатії, держава, заснована його сином, була сунітською в питаннях релігійної доктрини». Основний матеріал і сучасні вчені описують їх як сунітську мусульманську династію. Деякі сучасні вчені в тій чи іншій мірі описали їх як шиїтів або зейдітів, швидше за все через їхню політичну приналежність. Ідрісиди були політичними опонентами Аббасидського халіфату. Інші критикували це твердження за те, що шиїтське богослов’я змішувалося з політичним рухом в історичний період, коли в цій області ще не було шиїтського богослов’я, відмінного від сунітського. Аміра Беннісон стверджує, що монети Ідрісіда припускають, що Ідріс I зображував себе як релігійного лідера, чия легітимність базувалася на його походженні від Мухаммеда, що Беннісон описує як «прото-шиїтську або «алідську позицію».
Бербери Авраба, які вітали Ідріса I у Волубілісі, були Мутазілами, і Ідріс широко покладався на підтримку берберських племен Мутазіла, щоб заснувати свою державу. Ймовірно, він також мав зв’язки з діячами Мутазіла в Хіджазі та далі на схід, оскільки в його подорожі до Магрибу його супроводжував хатіб Мутазіла з Басри, який допоміг йому отримати підтримку племен. Однак незрозуміло, якою мірою громада, яку він створив, мала мутазільський характер.

## Династія
- Ідріс I — (788-791)
- Ідріс II — (791-828)
- Мухаммед ібн Ідріс — (828-836)
- Алі (I) ібн Мухаммад — (836-849)
- Ях'я (I) ібн Мухаммад — (849-863)
- Ях'я (II) ібн Ях'я — (863-866)
- Алі (II) ібн Умар — (866-?)
- Ях'я (III) ібн аль-Касім — (?-905)
- Ях’я (IV) ібн Ідріс — (905-919 або 921)
- Контроль Мікнаси від імені Фатімідів — (919-925)
- Аль-Хаджам аль-Хасан ібн Мухаммед ібн аль-Касім — (925-927), останній правитель Ідрісидів у Фесі

### Правління Ідрісідів у північному Марокко:
- Аль-Касім Ґеннун — (938-948)
- Абул-Айш Ахмад — (948-954)
- Аль-Хасан (II) ібн Геннун — (954-974, 985)